# Taxa de creixement anual composta
La taxa de creixement anual composta (TCAC o també i més habitualment conegut com a CAGR, Compound annual growth rate, en anglès) és un terme específic de negoci i inversió per a la relació de progressió geomètrica que proporciona una taxa de rendiment constant durant el període.
El CAGR no és un terme comptable, però sovint s'utilitza per descriure algun element del negoci, per exemple, ingressos, unitats lliurades, usuaris registrats, etc. El CAGR esmorteeix l'efecte de la volatilitat dels rendiments periòdics que poden fer que els mitjans aritmètics siguin irrellevants. És especialment útil comparar les taxes de creixement de diversos conjunts de dades de domini comú, com ara el creixement dels ingressos d'empreses del mateix sector o sector.
El CAGR és equivalent a la taxa de creixement exponencial més genèrica quan l'interval de creixement exponencial és d'un any.

## Fórmula
El CAGR es defineix com:
{\displaystyle \mathrm {CAGR} (t_{0},t_{n})=\left({\frac {V(t_{n})}{V(t_{0})}}\right)^{\frac {1}{t_{n}-t_{0}}}-1}
on {\displaystyle V(t_{0})} és el valor inicial, {\displaystyle V(t_{n})} és el valor final, i {\displaystyle t_{n}-t_{0}} és el nombre d'anys.
Els valors reals o normalitzats es poden fer servir per al càlcul sempre que conserven la mateixa proporció matemàtica.

## Exemple
En aquest exemple, calcularem el CAGR en tres períodes. Suposem que els ingressos de final d'any d'una empresa durant un període de tres anys, {\displaystyle V(t)}, ha estat:
| Final d'any             | 2004-12-31 | 2007-12-31 |
| ----------------------- | ---------- | ---------- |
| Ingressos a final d'any | 9.000      | 13.000     |

Per tant, per calcular el CAGR dels ingressos durant el període de tres anys que va de "finals" de 2004 a "finals" de 2007 és:
{\displaystyle {\rm {CAGR}}(0,3)=\left({\frac {13000}{9000}}\right)^{\frac {1}{3}}-1=0.13=13\%}
Tingueu en compte que aquesta és una taxa de creixement suau per any. Aquesta taxa de creixement us portaria al valor final, des del valor inicial, en el nombre d'anys indicat, si el creixement hagués estat al mateix ritme cada any.
Verificació :
Multipliqueu el valor inicial (ingressos de final d'any 2004) per (1 + CAGR) tres vegades (perquè hem calculat per a 3 anys). El producte serà igual als ingressos de tancament de l'any 2007. Això mostra la taxa de creixement composta:
{\displaystyle V(t_{n})=V(t_{0})\times (1+{\rm {CAGR}})^{n}}
Per a n = 3:
{\displaystyle =V(t_{0})\times (1+{\rm {CAGR}})\times (1+{\rm {CAGR}})\times (1+{\rm {CAGR}})}
{\displaystyle =9000\times 1.1304\times 1.1304\times 1.1304=13000}
Per comparació :
- el rendiment mitjà aritmètic (RMA) seria la suma dels canvis d'ingressos anuals (en comparació amb l'any anterior) dividida pel nombre d'anys, o bé:

{\displaystyle {\text{AMR}}={\bar {x}}={\frac {1}{n}}\sum _{i=1}^{n}x_{i}={\frac {1}{n}}(x_{1}+\cdots +x_{n})={\frac {11.11\%+10\%+8.33\%}{3}}=9.81\%.}
A diferència del CAGR, no es pot obtenir {\displaystyle V(t_{n})} multiplicant el valor inicial, {\displaystyle V(t_{0})}, tres vegades per (1 + AMR) (tret que totes les taxes de creixement anuals siguin iguals).
- El retorn aritmètic (AR) o retorn simple seria el valor final menys el valor inicial dividit pel valor inicial:

{\displaystyle {\text{AR}}={\frac {V(t_{n})-V(t_{0})}{V(t_{0})}}={\frac {13000-9000}{9000}}=44.44\%.}

## Aplicacions
Aquestes són algunes de les aplicacions CAGR comunes:
- Càlcul i comunicació de la rendibilitat mitjana dels fons d'inversió.[3]
- Demostració i comparació del rendiment dels assessors d'inversions.[3]
- Comparació dels rendiments històrics de les accions amb bons o amb un compte d'estalvi.[3]
- Previsió de valors futurs basant-se en el CAGR d'una sèrie de dades (trobeu els valors futurs multiplicant l'última dada de la sèrie per (1 + CAGR) tantes vegades com calguin anys). Com amb tots els mètodes de previsió, aquest mètode té associat un error de càlcul.
- Analitzar i comunicar el comportament, al llarg d'una sèrie d'anys, de diferents mesures empresarials com ara vendes, quota de mercat, costos, satisfacció del client i rendiment.